# Mac OS 9
Mac OS 9 est la dernière révision majeure du premier système d'exploitation des ordinateurs Macintosh d'Apple. Elle est sortie le 23 octobre 1999.

## Description
Mac OS 9 est très semblable au niveau de l'interface à son prédécesseur Mac OS 8 et il peut être considéré comme une espèce de transition avant le passage à Mac OS X, dont toutefois l'architecture est très différente.
C'est néanmoins la version la plus aboutie et la plus stable du Mac OS original : contrairement aux précédentes versions, Mac OS 9 est écrit entièrement en code compatible PowerPC, ce qui améliore son fonctionnement sur les Macintosh à base de processeur PowerPC, mais qui en contrepartie écarte les premiers Macintosh à base de Motorola 68000.
Lorsque Mac OS X sort en avril 2001, Mac OS 9.2.2 continue d'être livré avec tout nouveau Macintosh à base de processeur PowerPC, sous l'appellation « Classic », qui permet, au moyen d'un hyperviseur élaboré tournant dans Mac OS X, de faire tourner les programmes écrits pour Mac OS 9 et précédents.

## Principales nouveautés
La principale nouveauté de Mac OS 9 est le support du multi-utilisateur. OpenTransport a aussi été grandement amélioré. Mac OS 9 était fourni avec une nouvelle version de son logiciel de recherche intégré : Sherlock 2. Les fenêtres affichaient à présent des petites icônes à côté de leurs titres qui en plus d'un aspect esthétique permettaient de faciliter certaines manipulations.

## Historique des mises à jour
- Octobre 1999 : Mac OS 9.0.0
- 4 avril 2000 : Mac OS 9.0.4 (correction de bugs et amélioration de l'USB et du Firewire)
- 9 janvier 2001 : Mac OS 9.1 (essentiellement correction de bugs et amélioration de la stabilité et des performances)
- 21 août 2001 : Mac OS 9.2.1 (améliore uniquement le fonctionnement de l'environnement Classic au sein de Mac OS X)
- 5 décembre 2001 : Mac OS 9.2.2 (dernière version de Mac OS Classic avant l'abandon du développement en mai 2002)

Mac OS 9.2.2 est ainsi la 46e mise à jour du système originel. Il n'y a jamais eu de rupture dans le développement, ce qui fit que Mac OS 9 n'était pas considéré comme un système d'exploitation moderne.

## La fin progressive de Mac OS 9
- 2002 : Sur les ordinateurs vendus à cette période, Mac OS 9 n'est plus installable de façon autonome, mais uniquement depuis le système Mac OS X et sur la même partition. Le démarrage sous Mac OS 9 reste toutefois possible, en utilisant les préférences de démarrage.
- 2003 : Les Macintosh commercialisés à partir de janvier 2003 ne peuvent plus démarrer sous Mac OS 9 à l'exception du Power Mac G4 MDD 2003 (voir liste ci-dessous).
- 2006 : Mac OS 9 et l'environnement « Classic », ne fonctionnent pas sur les nouveaux Mac à processeur Intel.
- 2007 : La possibilité d'utiliser « Classic » est supprimée dans Mac OS X v10.5 Leopard, quelle que soit la machine.

## La survie des Mac OS 7.5.2 à 9.0.4
Cependant, il existe des émulateurs, tels SheepShaver, qui permettent de faire fonctionner sur un Mac Intel la plupart des applications en émulant un Power PC G4 à 100 MHz, de Mac OS 7.5.2 à 9.0.4, avec certaines restrictions.

## Configuration requise
- 150 à 250 Mo d'espace disque libre
- 40 Mo de mémoire vive
- Ordinateur Mac OS doté d'un processeur PowerPC (les cartes de mise à jour Power PC et les processeurs 680x0 ne sont pas supportés.)

#### Compatibilité
- (en) Mac OS 8 et 9 : Tableau de compatibilité avec les ordinateurs Macintosh - Support Apple
- (fr) Mac OS 9 : Configuration minimale requise - Support Apple

#### Ordinateurs ne démarrant plus sous Mac OS 9
- (en) Mac OS 9: Liste d'ordinateurs incompatibles sur le site d'Apple - Support Apple
- (fr) Démarrage sous 9 encore possible ? - MacGeneration, 13 février 2003